# Джерело б/н (Пацканьово)
Джерело б/н — гідрологічна пам'ятка природи місцевого значення в Україні. Розташована на території Ужгородського району Закарпатської області, село Пацканьово, урочище «Свята вода».
Площа 1,5 га. Статус отриманий у 1984 році. Перебуває у віданні: Пацканівська сільська рада.
Статус присвоєно для збереження джерела мінеральної води та прилеглої до нього території. Вода сульфатно-натрієва, загальна мінералізація — 1,4 г/л. Для лікування органів травлення.